# Chen (Jiajing)
Chen, född 1508, död 1528, var en kinesisk kejsarinna, gift med Jiajing-kejsaren. 
Chen valdes ut till kejsarinna år 1522. Hon hade valts ut av den av kejsaren avskydda änkekejsarinnan Zhang, och blev därför aldrig riktigt accepterad av sin make. Kejsaren skrämde henne under hennes graviditet 1528 så svårt att hon fick missfall och avled. 